# Sindicato de Trabajadores de Comunicaciones
El 21 de noviembre de 2001 se celebró el I Congreso Estatal de Unificación del Sindicato de Trabajadores de Comunicaciones (STC). En este Congreso participaron delegados de la Coordinadora de Sindicatos de Comunicaciones (CSC), del Sindicato de Trabajadores de Empresas de Comunicaciones (SITEC) y del Sindicato Asambleario de Trabajadores de Telefónica (SATT). La unificación fue decidida por unanimidad de los delegados participantes.
Como invitados acudieron representantes de sindicatos del sector de las comunicaciones, del Sindicato Ferroviario y de la Confederación de Sindicatos de Trabajadores de la Enseñanza; así como del sindicato SUD (Solidarios, unitarios y demócratas), sindicato mayoritario en France Telecom.
El anagrama del Sindicato STC es un conjunto que comprende una antena parabólica con tres bandas sinusoidales que surgen de la misma y las letras S.T.C. debajo de todo el conjunto.
El S.T.C. es la tercera fuerza sindical del sector de las comunicaciones, siendo la primera fuerza sindical del sector en Cataluña.[cita requerida]
El S.T.C. nace, en el año 2001, de la fusión de varios Sindicatos del sector de las comunicaciones para ofrecer al conjunto de los trabajadores del sector una alternativa INDEPENDIENTE y de CLASE.
El S.T.C. nace con una clara conciencia de participación democrática por lo que las decisiones deben ser previamente debatidas y aprobadas por las bases. También hace una apuesta decidida por consolidar una organización independiente y de clase en el Sector. Por tanto y para cumplir con este mandato, el S.T.C. tiene dos premisas fundamentales:
1.ª: El poder último de decisión a la hora de firmar o no un acuerdo en una empresa, está en la decisión que tome el órgano correspondiente de la Sección Sindical de dicha empresa.
2.ª: Los órganos dirigentes de una Sección Sindical Estatal de Empresa serán decididos por la Sección Sindical de dicha empresa, no pudiendo los órganos estatales del Sindicato ni vetar ni imponer a ninguna persona en los mismos.
El S.T.C. es actualmente la mayor fuerza sindical independiente y de clase del Sector y por tanto desarrollará todo lo posible la conciencia en todas las Secciones Sindicales Estatales de Empresa de que todas forman parte del mismo Sindicato y que, por tanto, todos forman parte de un conjunto cohesionado, con unos principios, solidarios, claros y concretos, que vienen recogidos en los presentes Estatutos.
El ámbito funcional del S.T.C. es el de todas las Empresas que de una manera u otra tengan que ver con el Sector de las Comunicaciones, entendiéndolo en el más amplio sentido del término.
El ámbito geográfico del S.T.C. es todo el territorio del Estado español.
LOS PRINCIPIOS BÁSICOS DEL SINDICATO SON LOS SIGUIENTES:
INDEPENDIENTE, ya que este Sindicato ni depende ni dependerá, ni actuará bajo los criterios, ni del Estado, ni de partidos, ni de la patronal ni de ninguna otra institución de cualquier tipo. S.T.C. solo depende y actuará por mandato de sus afiliados.
DE CLASE, ya que entiende que la sociedad está dividida en clases con intereses contrapuestos: la clase trabajadora y la que representa al capital. Por tanto la lucha de clases existirá mientras existan diferencias sociales y económicas entre las personas y no desaparecerá hasta que no desaparezca la explotación del hombre por el hombre.
DEMOCRÁTICO, ya que entiende que todos los afiliados/as tienen el mismo derecho y el mismo peso a la hora de opinar y decidir. Esta cuestión es fundamental para el desarrollo y extensión del Sindicato.
ASAMBLEARIO Y PARTICIPATIVO, ya que creemos que se deben poner todos los medios necesarios para la participación de los trabajadores en la toma de decisiones, ya sea dentro o fuera del Sindicato.
SOLIDARIO, porque se siente unido al resto de la clase obrera en sus problemas y reivindicaciones y participará junto con ella en todas las acciones tendentes a defender los intereses de los trabajadores.
Por tanto, son los afiliados quienes a través de Asambleas, Comités y Congresos deciden la política del Sindicato.
LOS FINES BÁSICOS DEL SINDICATO SON:
1.º- Defender los intereses y derechos económicos, y sociales de los trabajadores, así como los derechos fundamentales y constitucionales de los mismos, haciendo especial hincapié en los procesos de formación. 
2.º- Defender los intereses de los trabajadores en todas aquellas instituciones o negociaciones en las que el S.T.C. participe. Conforme a ello, el S.T.C. intentará estar presente en todas aquellas mesas de negociación que pueda, para allí defender los intereses de los trabajadores.
3.º- Potenciar medidas que aseguren o posibiliten la estabilidad y el mantenimiento del empleo en el Sector de las Comunicaciones, así como la creación de empleo en condiciones dignas.
4.º- Mantener y defender su absoluta independencia frente a cualquier injerencia o control de partidos políticos, ideología política o confesional, gobierno y organizaciones empresariales.
El II Congreso Estatal del STC se celebró en el año 2004, el III Congreso Estatal del STC se celebró en 2008 y el IV Congreso Estatal del STC se celebró en el año 2012.
Desde su fundación se han ido incorporando trabajadores de múltiples empresas del sector de las comunicaciones en este proyecto sindical en el que se ha puesto en valor la opinión de los afiliados por encima de la de los órganos de dirección.
En el año 2015 se celebró en Madrid el V Congreso Estatal del STC, en el que se eligieron los actuales órganos de dirección y se acordaron las líneas de actuación sindical a desarrollar durante este período congresual.
El VI Congreso Estatal Extraordinario del STC se celebró en Valladolid, el 16 de noviembre de 2017.En este Congreso Extraordinario se aprobó la adhesión del Sindicato de Trabajadores de Comunicaciones a la Confederación Intersindical y se eligió a José Luis Trives Grech como Secretario General al presentar su renuncia por prejubilación el anterior, José María García Martín. Al mismo asistieron delegados de 18 empresas del sector de las comunicaciones y el audiovisual.